# Mallochoconops atratulus
Mallochoconops atratulus är en tvåvingeart som först beskrevs av Malloch 1933.  Mallochoconops atratulus ingår i släktet Mallochoconops och familjen stekelflugor. Inga underarter finns listade i Catalogue of Life.